# Linosa

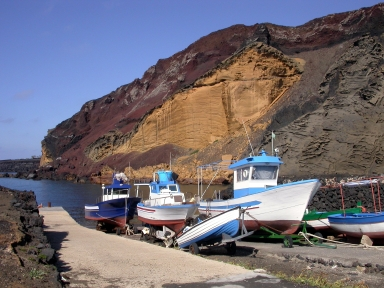
De vissershaven van Linosa

Linosa (Arabisch: نموشة Namousha) is een plaats en Italiaans eiland, gelegen in de Middellandse Zee.
Het behoort tot de Pelagische Eilanden. Het heeft een oppervlakte van ongeveer 5 vierkante kilometer en een kleine 500 inwoners.

## Economie
Het toerisme speelt een grote rol in de economie van Linosa. Het eiland heeft een aantal hotels en men kan er appartementen en bungalows huren. Andere inkomstenbronnen zijn landbouw en visserij. Er worden linzen, vijgen, kappertjes, druiven en cactusvruchten verbouwd.

## Geografie
Linosa ligt zo'n 160 kilometer van Sicilië, op eenzelfde afstand van Tunesië en behoort ook tot het Afrikaanse continent. Het heeft drie vulkanische kraters. De hoogste is 195 meter hoog.

## Natuur
De onderwaterwereld rondom de Pelagische Eilanden vormt een beschermd natuurgebied. De kleine stranden van Linosa worden door de Onechte karetschildpad als broedplaats gebruikt.

## Geschiedenis
Ondanks het feit dat er nauwelijks drinkwater te vinden is, was het eiland al in de oudheid bewoond. De Griekse historicus Strabo heeft het al beschreven. Tijdens de Punische oorlogen gebruikten de Romeinen het als militair steunpunt. In 1555 leden een aantal schepen van keizer Karel V schipbreuk voor de kust.
In 1630 kreeg Karel II van Spanje, die ook heerste over Napels en Sicilië de titel Prins van Lampedusa. Hiermee werd onder andere Linosa eigendom van de Spaanse kroon.
In 1843 stuurde Ferdinand II van Bourbon een expeditie van dertig personen naar Linosa om het intussen verlaten eiland te koloniseren. De groep bevatte onder andere een burgemeester, een priester en een dokter. Doordat alles opnieuw opgebouwd moest worden, woonden de nieuwe bewoners noodgedwongen in grotten.
In 1960 kreeg het eiland telefoon. Dertien jaar later werd er een waterontziltingsinstallatie gebouwd op Linosa.
Sinds de jaren 90 van de twintigste eeuw werd Linosa samen met het nabijgelegen eiland Lampedusa bekend als plaats van aankomst van immigranten die er per boot arriveren. De immigranten kwamen eerst voornamelijk vanuit Albanië en later voornamelijk vanuit Noord-Afrika, in de hoop vervolgens een verblijfsvergunning voor de Europese Gemeenschap te kunnen bemachtigen.

## Bereikbaarheid
Linosa is net als het naburige Lampedusa bereikbaar met een veerboot vanuit het Siciliaanse Porto Empedocle (vlak bij Agrigento).
De overtocht duurt ongeveer zes uur. Bij slecht weer wordt er niet gevaren.
Linosa heeft een helikopterlandingsplaats en Lampedusa heeft een vliegveld.